# Phoenicolacerta cyanisparsa
Phoenicolacerta cyanisparsa là một loài thằn lằn trong họ Lacertidae. Loài này được Schmidtler & Bischoff miêu tả khoa học đầu tiên năm 1999.